# Ömirsaq Schökejew

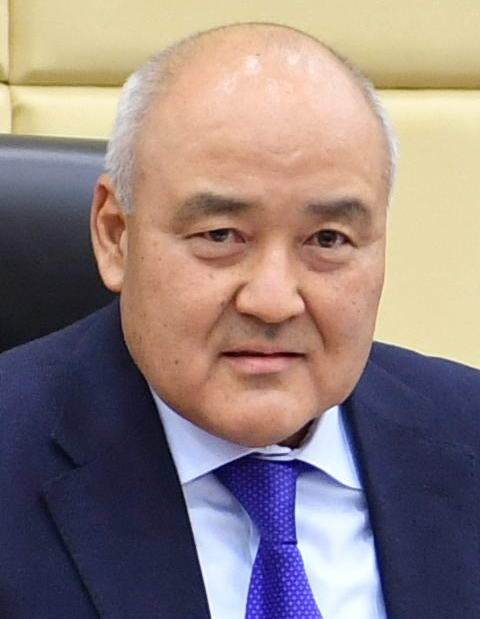
Ömirsaq Schökejew, 2019

Ömirsaq Estajuly Schökejew (kasachisch Өмірзақ Естайұлы Шөкеев Ömırzaq Estaiūly Şökeev, russisch Умирзак Естаевич Шукеев Umirsak Jestajewitsch Schukejew; * 12. März 1964 in Turkestan, Kasachische SSR) ist ein kasachischer Politiker. Seit Februar 2019 ist er Äkim (Gouverneur) des Gebietes Türkistan.

## Leben
Ömirsaq Schökejew wurde 1964 in der südkasachischen Stadt Turkestan geboren. Er absolvierte 1986 das Institut für Wirtschaft und Statistik in Moskau. Nach seinem Abschluss arbeitete er als wissenschaftlicher Mitarbeiter am Forschungsinstitut des Staatlichen Planungsausschusses der Kasachischen SSR.
Von 1992 bis 1993 war er Berater des Obersten Wirtschaftsrats unter dem kasachischen Präsidenten, bevor er 1993 stellvertretender Leiter der Abteilung für Finanzen im Büro des Präsidenten und dem Ministerkabinett Kasachstans wurde. Zwischen 1993 und 1995 war er stellvertretender Leiter der Verwaltung des Äkim (Gouverneur) von Südkasachstan. Von November 1995 an gehörte er dann als Wirtschaftsminister der kasachischen Regierung an und ab März 1997 bekleidete er im Kabinett von Akeschan Kaschegeldin die Position des Ministers für Wirtschaft und Handel. Von Juli an war er zusätzlich stellvertretender Premierminister Kasachstans. Nach dem Rücktritt von Kaschegeldin im Oktober 1997 verlor auch er seinen Posten als Minister, wurde anschließend bis April 1998 Vorstandsvorsitzender der Bank TuranAlem. Von April bis August 1998 war er stellvertretender Leiter der Präsidialverwaltung von Nursultan Nasarbajew. Danach wurde Schökejew zum Äkim des Gebietes Qostanai ernannt. Am 20. März 2004 wurde er dann zum Bürgermeister der kasachischen Hauptstadt Astana ernannt. Am 20. September 2006 wurde er zum Äkim von Südkasachstan ernannt. Nach rund einem Jahr auf diesem Posten wurde er am 27. August 2007 zum stellvertretenden Premierminister gemacht und seit 2009 war er erster stellvertretender Premierminister des Landes. Seit dem 26. Dezember 2011 war Schökejew Vorstandsvorsitzender des kasachischen Staatsfonds Samruk-Kazyna.
Seit dem 15. Dezember 2017 war er im Kabinett von Baqytschan Saghyntajew stellvertretender Premierminister und Landwirtschaftsminister Kasachstans. Nach einem Regierungswechsel im Februar 2019 gehörte er dem neuen Kabinett nicht mehr an; stattdessen wurde er am 26. Februar 2019 Äkim des Gebietes Türkistan.

## Familie
Schökejew ist verheiratet und hat drei Kinder.